# Distrito de Langley (Columbia Británica)
El Distrito de Langley es un distrito municipal del Distrito Regional del Gran Vancouver, Columbia Británica. Se localiza al este de la Ciudad de Surrey, está ubicado al sur del río Fraser y colinda al sur con la frontera de Estados Unidos.

## Demografía
| Gráfica de evolución de Distrito de Langley entre 2001 y 2016 |
|                                                               |

## Galería

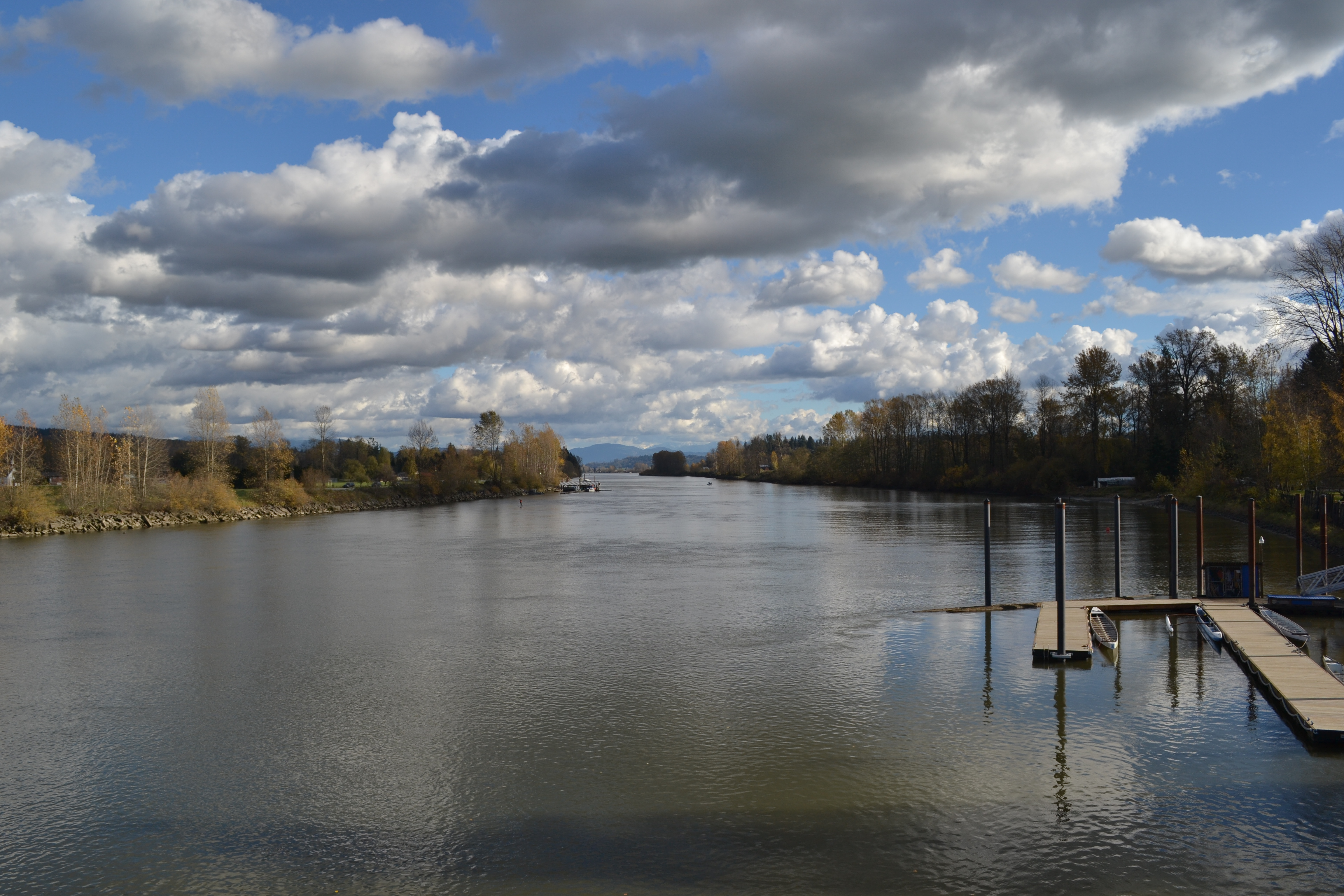
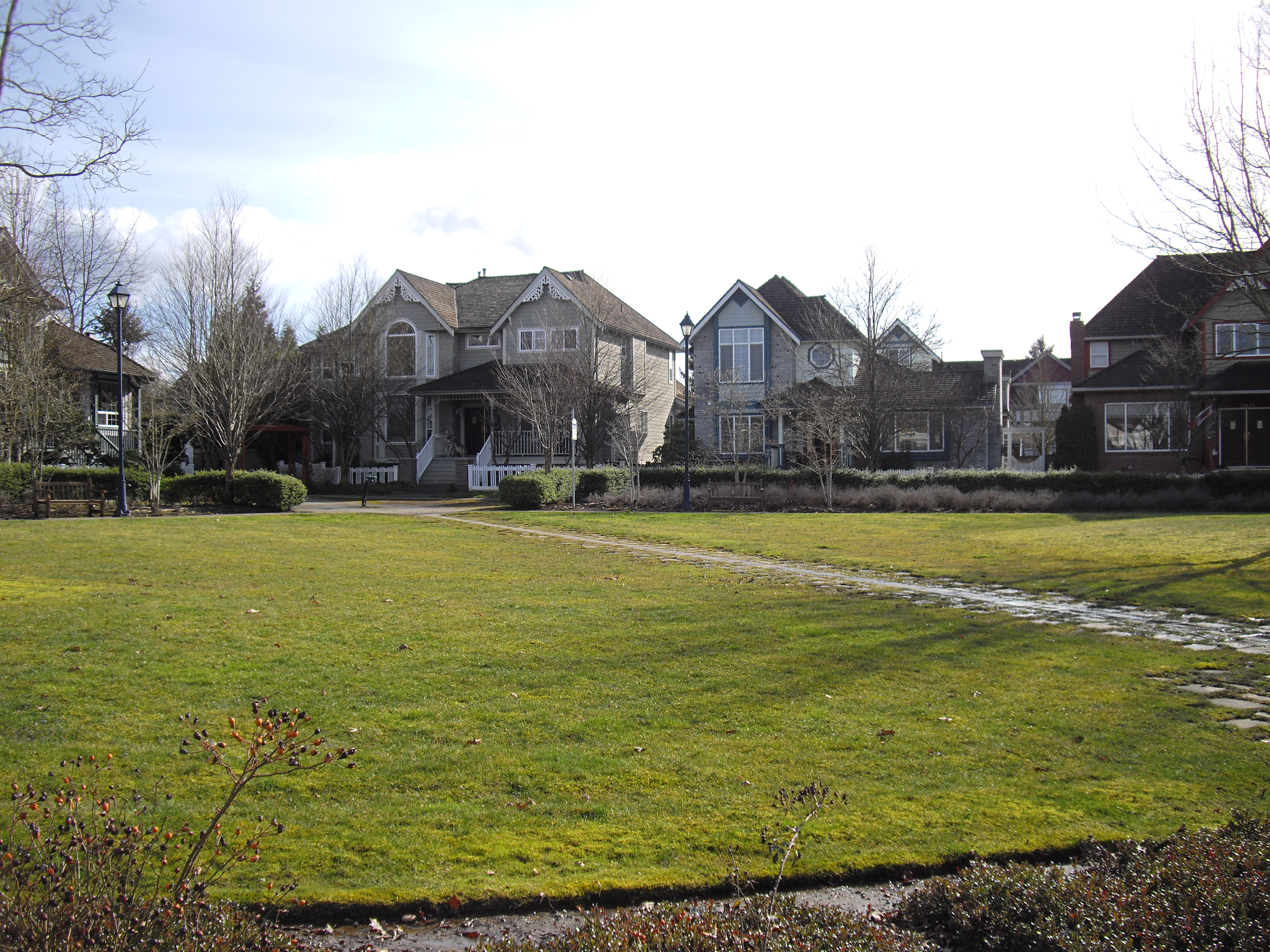

- Datos: Q1805330
- Multimedia: Langley, British Columbia (township) / Q1805330